# Millerichthys robustus
El pez almirante mexicano (Millerichthys robustus), también llamado rivulus almirante o rivulus mexicano, es una especie de pez de agua dulce endémica de los estados de Veracruz y Oaxaca, México. Esta especie se distingue por desarrollar un ciclo de vida anual, apegado a las estaciones de lluvias/sequía en los cuerpos de agua temporal en los que habita. Recientemente se documento la capacidad de las hembras de esta especie para cambiar a machos (hermafroditismo secuencial) bajo condiciones de competencia por pareja. Millerichthys robustus es además, la única especie conocida en Norteamérica con la evolución de un ciclo de vida anual.

## Clasificación y descripción
Es la única especie del género monoespecífico Millerichthys, de la familia de los rivulines. Es un pez pequeño que apenas supera los 6 cm de longitud. Se distingue por su aleta dorsal ubicada posteriormente y por su coloración café chocolate con la región gular azul-plateado. Millerichthys robustus presenta polimorfismo de color en ambos sexos. Los machos se diferencian de las hembras por la presencia de pequeños órganos de contacto distribuidos en casi todo el cuerpo y una aleta anal vistosa que puede presentarse en color amarillo, anaranjado o rojo (además de algunas tonalidades intermedias a lo largo de un continuo amarillo-rojo). Las hembras presentan de 1 a 15 puntos (ocelos) prominentes en la base de la aleta caudal. Es un pez ovíparo estacional, es decir, completa su ciclo de vida en un año (septiembre a marzo) y produce embriones diapáusicos capaces de resistir a la sequía.

## Distribución
La especie es endémica de las cuencas de los ríos Papaloapan y Coatzacoalcos, en los estados de Veracruz y Oaxaca, ambos en la vertiente del Golfo de México al sureste del país.

## Ambiente
Es una especie de aguas tropicales, de comportamiento demersal y no migratorio. Este pez habita en cuerpos de agua temporal (< 1 m y hasta 36.5 °C) de planicies inundables, pantanos y humedales de tierras bajas, con corriente de baja a nula y agua de clara a turbia; el sustrato puede ser arenoso o lodoso y la vegetación abundante.

## Ciclo de vida
El ciclo de vida de Millerichthys robustus se encuentra sincronizado con el ciclo anual de los cuerpos de agua temporales. Estos cuerpos de agua presentan dos fases a lo largo del año: i) fase de inundación y ii) fase de sequía. Durante la fase de inundación (inicia cada año entre agosto y septiembre), los peces eclosionan, crecen rápidamente y maduran sexualmente muy temprano para comenzar su reproducción. Los peces maduros se reproducen diariamente desde su madurez sexual, hasta su muerte por la sequía de los estanques. Los embriones producidos durante este tiempo entran en estado de diapausa (diapausa I; durante la epibolia) hasta la sequía del estanque. Cuando el estanque inicia la fase de sequía, los peces mueren y sus embriones salen de la diapausa I, se reanuda su desarrollo hasta la somitogénesis, y nuevamente arrestan su desarrollo (diapausa II) a lo largo de toda la fase seca (marzo-julio). Con el inicio de la estación de lluvias (julio-agosto), los embriones salen de la diapausa II (algunos permanecen en esta diapausa por tiempo indeterminado), terminan su desarrollo y arrestan su metabolismo nuevamente (diapausa III) en espera de que el estanque comience la fase de inundación, en la que eclosionan, iniciando un nuevo ciclo de vida de la población.
De forma interesante, los peces eclosionan en diferentes oleadas segregadas en el tiempo (semanas a meses) como una medida de protección poblacional ante una posible sequía al inicio de la fase de inundación.

## Sobrevivencia embrionaria a la sequía
Los embriones de M. robustus sobreviven a la fase de sequía de los cuerpos de agua temporal gracias a un conjunto de estructuras corticales depositadas en los ovocitos, durante el proceso de ovogénesis en los ovarios: zona pelúcida y estructuras de la cobertura secundaria. Durante el proceso de fertilización, se forma una estructura llamada "espacio perivitelino o membrana de fertilización", el cual, junto con el corion (zona pelúcida y estructuras secundarias durante la ovogénesis), reciben y amortiguan los efectos dañinos de las altas temperaturas, previniendo la pérdida de agua.

## Hermafroditismo secuencial
Recientemente se documentó la capacidad que tienen las hembras de M. robustus de cambiar de sexo. Este cambio de sexo está inducido por la competencia entre las hembras, bajo un ambiente percibido de escasez de machos para su reproducción. Uno de los detonadores parece ser la agresión surgida en este ambiente de competencia.

## Estado de conservación
La evaluación más reciente realizada por la Unión Internacional para la Conservación de la Naturaleza (UICN) al estatus de conservación de M. robustus, ubicó a esta especie en la categoría de "En Peligro" (EN), principalmente debido a lo restringido de su distribución y los posibles cambios de suelo ocurridos en esa región. Este pez endémico se encuentra enlistado en la Norma Oficial Mexicana 059 (NOM-059-SEMARNAT-2010) como especie en Peligro de Extinción (P).